# Pontianak
Pontianak là thành phố ở phía tây Indonesia, trên đảo Borneo, thủ phủ của tỉnh Kalimantan Barat, tại khu vực giao nhau của sông Kapuas Nhỏ và sông Landak, gần Biển Đông. Pontianak là một cảng hàng đầu và là một trung tâm thương mại ở phía tây Borneo, xuất khẩu cao su, dầu cọ. Khu vực xung quanh thành phố trồng hồ tiêu, mỏ vàng nằm ở lân cận thành phố. Thành phố có Đại học Tanjungpura (thành lập năm 1959). Pontianak đã là kinh đô của một cựu vương quốc Hồi giáo; một trạm thương mại của người Hà Lan đã được thiết lập ở đây năm 1778. Thành phố có nhiều người gốc Hoa sinh sống.